# Горбунов, Владимир Тихонович
Владимир Тихонович Горбунов (16 августа 1919, Орехово-Зуево — 19 мая 2017, там же) — советский, русский художник, член союза художников СССР. Почётный гражданин города Орехово-Зуево.

## Биография
Родился 16 августа 1919 года в городе Орехово-Зуево Московской губернии.
Азы живописи начал изучать в изостудии Дворца Культуры Текстильщиков у Фёдора Николаевича Мюллера (родного брата известного театрального художника, авангардиста, профессора ГИТИС Владимира Николаевича Мюллера).
В 1940 году окончил Московское государственное академическое художественное училище памяти 1905 года.
Участник Великой Отечественной войны (1941—1945).
В 1946 году организовал живописную мастерскую при артели «Бытовик», затем работал в филиале «Всекохудожника».
С 1975 года — член Союза художников СССР.
С 2005 года — почётный гражданин города Орехово-Зуево.
Скончался 19 мая 2017 года у себя на родине, в городе Орехово-Зуево на 98-м году жизни.

## Художественный стиль
Основные работы живописца в жанрах пейзажа и портрета. Во многих работах присутствуют лирические пейзажи Подмосковья, средней полосы России и Севера.

## Участие в выставках
- Выставки «Всекохудожником» (1946—1956);
- Областные художественные выставки произведений художников-ветеранов ВОВ (1965—2000);
- Выставка к 100-летию со дня рождения В. И. Ленина (1970);
- Областная юбилейная выставка «25 лет МООСХ» (1972);
- Выставка произведений художников Москвы и Московской области к 30-летию разгрома немецко-фашистских войск под Москвой (1971);
- Выставка, посвящённая 25-летию Победы в ВОВ (1970);
- Выставка «Художники Подмосковья — 60-летию Октября» (1977);
- Областные выставки этюдов (1973, 1975, 1978);
- Зональная выставка — «Художники центральных областей России» (1974);
- Зональные выставки — «Подмосковье» (1984, 1990);
- Всесоюзная выставка «40 лет Победы под Москвой» (1981);
- Республиканская выставка «Мир отстояли, мир сохраним» (1985);
- Областная юбилейная выставка «50 лет МООСХ» (1996);
- VIII выставка произведений художников центральных областей России (1997);
- Групповые выставки произведений ногинских художников (1958—1997);
- Международная художественная выставка посвященной 60-летию Победы в Великой Отечественной войне (Центральный дом художника, 2005)[4];
- Персональные выставки (1969, 1981, 1989).

## Основные картины
«На даче», «Осенняя пора», «Ритмы времени», «Весенний мотив», «Пробуждение», «Весна», «Осинки», «Осенняя мелодия», «Переславль-Залесский», «Пурпурная осень», «Мой родной край», «Цветущий луг», «Березы пробуждаются», «Мирная земля», «Портрет П. И. Попова».
Работы мастера находятся в 12 центральных музеях и галереях, в 5 национальных галереях, в Министерстве культуры, Конституционном суде РФ, в фондах Союза художников, в частных коллекциях Франции, Швейцарии, Италии, Германии, США, Турции, Болгарии.

## Награды
Орден Красного Знамени, орден Красной Звезды, орден Отечественной войны; медаль «За отвагу» (СССР), медаль «За боевые заслуги» и 22 юбилейные медали.